# Mpemba-effect

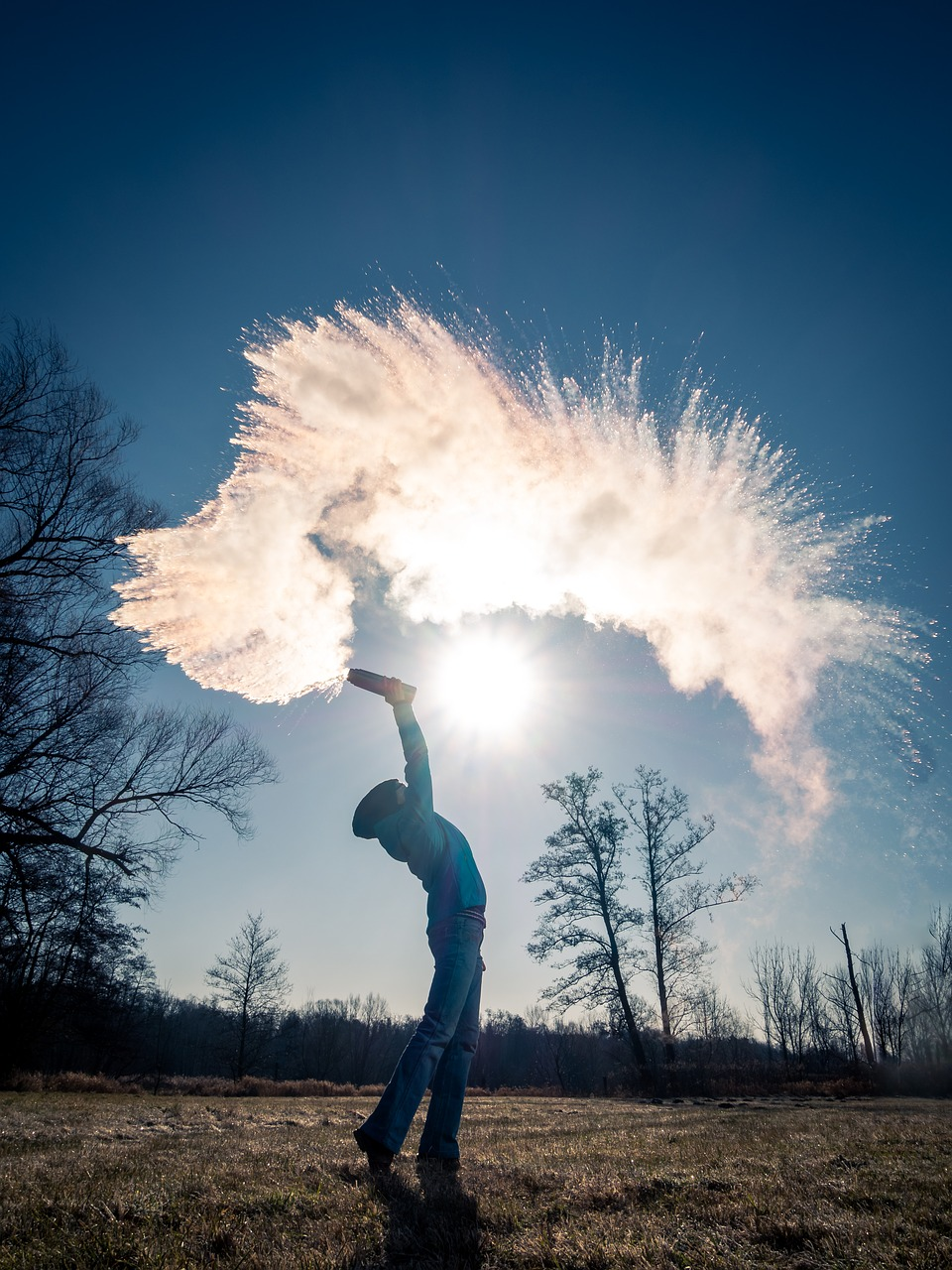
Mpemba-effect

Het Mpemba-effect is het verschijnsel dat warmer water onder bepaalde omstandigheden sneller bevriest dan kouder water. Het onderzoek naar het effect is echter niet eenduidig en er zijn wetenschappers die in twijfel trekken of het effect werkelijk bestaat.
Het effect is vernoemd naar de Tanzaniaanse scholier Erasto B. Mpemba (1950-2023), die het in 1963 waarnam bij het bevriezen van roomijs. Hij besloot er onderzoek naar te verrichten en publiceerde in 1969 samen met Dr. Denis G. Osborne zijn bevindingen.
In eerste instantie was men sceptisch over Mpemba's bevindingen, omdat ze in strijd leken te zijn met de wetten van thermodynamica. De experimenten waren echter makkelijk te reproduceren, en keer op keer werd het effect bewezen. Voor het gevoel lijkt het allemaal niet te kloppen. Stel dat water van 20 graden 30 minuten nodig heeft om te bevriezen, dan heeft water van 25 graden toch 30 minuten plus de tijd dat het kost om tot 20 graden te komen nodig? Het antwoord is nee. Blijkbaar heeft het warmere water andere eigenschappen dan het koudere water waardoor het sneller bevriest.

## Geschiedenis
Het effect was al bekend bij klassieke wetenschappers zoals Aristoteles, Francis Bacon en René Descartes. Aristoteles weet het aan een fysische eigenschap die hij antiperistasis noemde, zijnde "de veronderstelde toename in intensiteit van een eigenschap door omringd te zijn door een tegengestelde eigenschap". Hij gebruikte het concept antiperistasis om het bewijs te leveren voor zijn stelling dat een menselijk lichaam en een watervolume warmer zijn in de winter dan in de zomer. Deze theorie werd later tegengesproken door waarnemingen in de middeleeuwen en de renaissance. Omdat de verklaringen niet ondersteund werden door een controleerbare theorie, werd het effect in de moderne wetenschap tot de folklore gerekend.
Er is ook een moraal verbonden aan het Mpemba-effect. Omdat het effect zodanig tegen de intuïtie en verscheidene natuurwetten in (lijkt) te gaan, werd Mpemba in eerste instantie niet geloofd. Alleen dankzij zijn gedrevenheid en de herhaalbaarheid van het experiment heeft hij de buitenwereld kunnen overtuigen dat het effect toch echt bestaat.

## Mogelijke factoren
De factoren die mogelijk een rol spelen bij het Mpemba-effect zijn:
- Het effect van het verwarmen op opgeloste gassen. Naarmate water wordt verwarmd kan het minder gassen bevatten, die dan gedeeltelijk worden uitgestoten. De concentratie van gassen in de vloeistof heeft een effect op het vriespunt, zodat er met een hogere concentratie gassen meer tijd nodig is om te bevriezen. Initieel warmer water bevat dus minder gassen en heeft daarom minder tijd nodig om te bevriezen.

- Verdamping. Van het relatief warmere water zal meer water verdampen, waardoor er een kleiner volume gekoeld hoeft te worden. Op termijn kan dit ervoor zorgen dat het relatief warmere water het koudere inhaalt. Er zijn experimenten uitgevoerd waarbij ervoor gezorgd is dat verdamping niet op kon treden, en toch bleef het Mpemba-effect optreden. Als dit een factor is, is het dus niet de enige.

- Convectie. In een relatief warmere vloeistof treedt meer convectie op. Doordat de warmte beter circuleert, gaat de koeling efficiënter. Wel moet gezegd worden dat als de relatief warmere vloeistof de temperatuur bereikt heeft waar de koudere mee begon, de mate van convectie op hetzelfde punt komt als dat waar de koudere mee begon. Convectie zorgt er dus voor dat de warmere vloeistof sneller het temperatuursverschil met de koudere overbrugt, maar het verklaart niet waarom de warmere vloeistof de koudere inhaalt.

- Omgevingsinvloeden zoals het isolerende effect van aangevroren ijs. Het is best mogelijk dat het koudere water wel eerder bevriest dan het warmere, maar dat het laagje ijs aan de rand er vervolgens voor zorgt dat de vloeistof wordt geïsoleerd, waardoor de verkoeling een stuk langzamer gaat.

- Superkoeling, water dat eerst heet is zou minder gemakkelijk superkoelen dan koud water. Hierdoor wordt het laagje ijs uit de vorige factor wellicht eerder gevormd.

- Mogelijk speelt de stof die bevroren wordt een rol. Door Mpemba's oorspronkelijke metingen is bekend dat het effect opgaat voor roomijsmengsels. De meeste experimenten worden gedaan met water. Hoewel bekend is dat Mpemba-effect ook voor andere vloeistoffen, zoals glycerol, opgaat, is niet zeker of dat voor álle vloeistoffen zo is.

- Er zijn verschillende definities van het begrip "bevriezen". Is het de fysische definitie van het punt waar het water zijn smeltpunt bereikt, het punt waar de vloeistof een zichtbare ijslaag vormt of het punt waar het water een massief blok ijs is geworden?

## Vergelijkbaar verschijnsel
Uit de definitie van het Mpemba-effect blijkt dat een warmere vloeistof sneller bevriest dan een koudere. Uit meerdere experimenten blijkt dat er nog een andere, logische, factor aan deze definitie kan worden toegevoegd, namelijk dat de warmere vloeistof ook sneller afkoelt dan de koudere. Stel het koude water begint op 20 graden Celsius, en het warme water op 30 graden. Het warme water zal in minder tijd naar 15 graden komen dan het koude water.